# Aginci
Aginci (cyr. Агинци) – wieś w Bośni i Hercegowinie, w Republice Serbskiej, w gminie Kozarska Dubica. W 2013 roku liczyła 275 mieszkańców.